# Edward Victor Appleton
Edward Victor Appleton (Bradford, 6 september 1892 – Edinburgh, 21 april 1965) was een Engels natuurkundige. In 1947 werd hij onderscheiden met de Nobelprijs voor Natuurkunde voor zijn bijdrage aan de kennis van de ionosfeer, welke leidde tot de ontwikkeling van de radar.

## Biografie
Appleton werd geboren in de Engelse stad Bradford als zoon van Peter en Mary Wilcock Appleton. Zijn basisopleiding verkreeg hij aan de Hanson-gymnasium. Op zijn achttiende won hij een studiebeurs voor St John's College in Cambridge, die hij in 1913 afsloot met een bachelorgraad in de natuurwetenschap. Studerend onder Thomson en Rutherford aan de universiteit van Cambridge ontving hij een jaar later zijn mastergraad in de natuurkunde.
Gedurende de Eerste Wereldoorlog diende hij in het West Riding Regiment, maar werd later overgeplaatst naar de Royal Engineers. Hier deed hij onder ander onderzoek naar radiogolven. Na zijn actieve diensttijd werd Appleton in 1920 assistent demonstrator in de experimentele natuurkunde bij het Cavendish Laboratorium. Twee jaar later was hij subrector bij Trinity College.
Vervolgens was hij hoogleraar natuurkunde aan de King's College van de universiteit van Londen (1924-36) en hoogleraar natuurfilosofie aan Cambridge (1936-39). Van 1939 tot 1949 was hij secretaris aan de Department of Science and Industrial Research. Tijdens de Tweede Wereldoorlog had hij de leiding over het Britse kernwapenonderzoek. Van 1949 tot aan zijn overlijden in 1956 was hij rector en vice-Chancellor aan de universiteit van Edinburgh.
In 1915 huwde hij Jessie Longson, met wie hij twee dochters kreeg: Marjery en Rosalind. Na haar overlijden in 1964 hertrouwde hij, een maand voor zijn overlijden in maart 1965, met Helen Lennie Allison, zijn secretaresse.

## Ionosfeer
Eind 1924 begon Appleton, geassisteerd door graduatestudent Miles Barnett, aan een serie experimenten om bestaan aan te tonen van een sterk geïoniseerde laag in de atmosfeer, de ionosfeer die verantwoordelijk is dat radiogolven teruggekaatst worden naar de aarde. Het idee dat een dergelijke laag bestond was niet nieuw. In 1902 hadden onafhankelijk van elkaar de Brit Oliver Heaviside en de Amerikaan Arthur Edwin Kennelly reeds op theoretisch gronden gesuggereerd dat in de bovenste laag van de atmosfeer een elektrische geleidende laag aanwezig moest zijn om een verklaring te geven van Marconi's succes om radiosignalen over de Atlantische Oceaan te verzenden.
Gebruikmakend van een radiozender van de British Broadcasting Corporation (BBC) in Bournemouth zond Appleton radiogolven uit in de richting van deze laag om te zien of ze gereflecteerd werden en terugkwamen. Zijn experiment was succesvol, omdat de reflecties werden aangetoond. Appleton noemde de ontdekte Kennelly-Heaviside laag de E-laag, omdat de letter E gebruikt wordt om een elektrische vector aan te geven.
Door bovendien de golflengte een weinig te veranderen was het mogelijk om de tijd te meten die de golven nodig hadden om de bovenste atmosferische laag te bereiken en terug. Op deze wijze kon hij de positie van de reflectielaag bepalen op 60 mijl van de aarde. De ionosfeer was hierbij het eerste 'object' gedetecteerd door radiolocatie, een techniek die later toegepast zou worden bij de eerste radars. (Radio Detection and Ranging).
Verdere experimenten werden uitgevoerd en in 1926 ontdekte hij dat op 150 mijl van de aarde – boven de eerder ontdekte E-laag – nog een reflecterende laag aanwezig was die sterker geladen was. Deze laag, die hij de F-laag (of Appleton-laag) noemde is de hoogste en meest reflecterende laag van de ionosfeer. Vooral korte golfradio maakt gebruik van deze laag om radiogolven (bereik van 3 tot 30 MHz) rond de wereld te verzenden. Later bleek dat deze F-laag onder bepaalde omstandigheden overdag gesplitst wordt in twee verschillende lagen, namelijk de F1 en F2-laag. Hij bestudeerde ook de invloed van de zon en zonnevlekken op deze lagen en als gevolg daarvan veroorzaakte veranderingen in het vermogen van deze lagen om radiogolven te reflecteren. Deze studies over voortplanting van radiogolven via de ionosfeer waren van groot belang voor de draadloze telecommunicatie.

## Erkenning
Voor zijn wetenschappelijk werk verkreeg Appleton verschillende prestigieuze onderscheidingen, waaronder de Hughes Medal (1933), de Faraday Medal (1946) en de Royal Medal (1950) van de Royal Society.
In 1941 werd hij geridderd en in 1947, het jaar waarin hij de Nobelprijs voor de Natuurkunde won, werd hij ook onderscheiden met de hoogste civiele onderscheiding van de Verenigde Staten van Amerika, de Medal of Merit en werd hij benoemd tot Officier in het Franse Legioen van Eer.
In 1962 verkreeg hij de IEEE Medal of Honor voor "zijn onderscheidend pionierswerk in het onderzoeken van de ionosfeer door middel van radiogolven".

## Publicaties
- E.V. Appleton, M.A.F. Barnett (1925). Local Reflection of Wireless Waves from the Upper Atmosphere. Nature 115 (2888): 333-334. DOI: 10.1038/115333a0.
- E.V. Appleton (1929). Equivalent Heights of the Atmospheric Ionized Regions in England and America. Nature 123 (3099): 445. DOI: 10.1038/123445a0.